# Мацудаира Нобуцуна
Мацудаира Нобуцуна (1596-1662), јапански војсковођа из периода Токугава.

## Биографија
Рођен као Окочи Нобуцуна 1596, променио је презиме када је његов отац Окочи Масацуна 1604. усвојен у породицу Мацудаира. Године 1633. добио је феуд Оши у провинцији Мусаши, са приходом од 60.000 кокуа. 1638. наследио је Итакура Шигемасу као заповедник војске која је опседала замак Хара за време побуне на полуострву Шимабара. Под његовом командом устанак је успешно угушен.